# HD 23626
HD 23626，又名BD+31 650，SAO 56707、HR 1164，是一颗恒星，视星等为6.25，位于銀經161.02，銀緯-17.33，其B1900.0坐标为赤經3h 41m 32.3s，赤緯+31° -17.33′ 11″。